# 報われぬ不実
『報われぬ不実』
（むくわれぬふじつ、L'infedeltà delusa）Hob.XXVIII:5は、フランツ・ヨーゼフ・ハイドンが1773年に作曲した2幕からなるイタリア語のオペラ。ブルレッタ・ペル・ムジカ（短編喜劇オペラ）と銘打たれている。
ハイドンがエステルハーザで初演した10曲のオペラのうち3作めにあたるが、先行する『薬剤師』と『漁師の娘たち』の楽譜がいずれも部分的に失われているため、完全な形で現在上演可能なオペラとしてはこの作品が最初のものになる。
日本語での題名はほかに『当てはずれの不貞』、『勘違いの不貞』、『裏切られたまこと』などさまざまなものがある。
演奏時間は約2時間。

## 概要
1773年7月26日、故パウル・アントン・エステルハージ侯爵の未亡人であるマリア・アンナ・ルイーザの聖名祝日にエステルハーザで初演された。
台本はマルコ・コルテッリーニ（モーツァルトの初期のオペラ『みてくれの馬鹿娘』の台本作者でもある）による。同じ劇が1783年にミケーレ・ネリ(Michele Neri Bondi)作曲でフィレンツェで公演されたときには3幕のドラマ・ジョコーソになっていた。おそらくフィレンツェで上演された方がコルテッリーニの原作に近く、ハイドンのものはエステルハージ家の楽団員で、自らフィリッポ役を歌ったカール・フリーベルトによって改作されたものであろう。
同年9月1日に女王マリア・テレジアがエステルハーザを訪れたときにも上演され、当時の新聞記事によるとマリア・テレジアは「もし私がよいオペラを楽しみたいと思ったら、エステルハーザへ行きます」と言ったと伝えられる。
1774年にも再演され、その後は長く忘れられていたが、1930年に現代風に編曲されたドイツ語版が『愛は発明の元』(Liebe macht erfinderisch)の題で上演された。1959年にはブダペスト国立歌劇場によって上演された。
序曲は2楽章からなり、後にメヌエットおよびプレスティッシモの最終楽章を追加して交響曲としてスペインに送られた。ハイドンはこのプレスティッシモを一時的に交響曲第63番「ラ・ロクスラーヌ」の最終楽章にも使おうとしたが、結局は別の曲にさしかえられた。

## 編成
- ソプラノ2、テノール2、バス1
- オーボエ2、ファゴット2、ホルン2、ティンパニ、弦楽器、通奏低音[12]

## 登場人物
- ナンニ（バス）- 貧しい農民
- ヴェスピーナ（ソプラノ）- ナンニの姉妹
- サンドリーナ（ソプラノ）- 農民の娘、ナンニの恋人
- フィリッポ（テノール）- サンドリーナの父
- ネンチョ（テノール）- 裕福な農民

## あらすじ

### 第1幕
とある田舎で、農民たちは夕方の楽しみを歌う（五重唱「Bella sera」）。裕福なネンチョはフィリッポと仕事の契約を結び、フィリッポはネンチョと娘のサンドリーナの婚約を決める。サンドリーナはナンニと愛しあっているので抗議するが、ナンニが貧しいのでフィリッポは聞く耳をもたない。話を聞いて怒ったナンニはフィリッポとネンチョをひどい目に合わせようと考える。
ナンニの姉妹であるヴェスピーナはネンチョを愛していたが、帰ってきたナンニから縁談の話を聞き、彼女も復讐に加担する（二重唱「Son disperato」）。
ネンチョはサンドリーナにセレナードを歌う(Chi s'impaccia di moglie cittadina)。ナンニとヴェスピーナは隠れて様子を見ていたが、ネンチョが無理矢理にでもサンドリーナと結婚すると言うので、怒ったヴェスピーナが出てきてネンチョをひっぱたき、騒ぎのうちに幕になる。

### 第2幕
ヴェスピーナは老女に変装し、フィリッポとサンドリーナに向かって、自分の娘がネンチョと結婚した後に捨てられたと嘘をつく。フィリッポはネンチョがすでに結婚していると思いこみ、やってきたネンチョを罵倒して追い払う(Tu sposarti alla Sandrina?)。
わけがわからないネンチョに、今度は貴族の召し使いに扮したヴェスピーナがひどいドイツ語なまりを話しながら近付き、主人がサンドリーナと結婚するという話を聞かせる(Trinche vaine allegramente)。ネンチョは、フィリッポが自分より金を持った結婚相手を見つけたので自分をお払い箱にしたのだと納得する。
ヴェスピーナは今度は結婚相手の貴族であるリパフラッタ侯爵本人になりすまし、自分がサンドリーナと結婚するというのは実は詐欺で、契約書にサンドリーナの結婚相手として召し使いの名前を書くことで彼女をメイドとして使うつもりだとネンチョに教える。いい気味だとネンチョは大喜びし、契約の証人役を引きうける。
フィリッポは娘が侯爵と結婚することになって喜ぶが、サンドリーナはナンニさえいれば貧しくてもよいと歌う(È la pompa un grand' imbroglio)。ヴェスピーナは今度は公証人に化け、召し使いに変装したナンニともに現れて結婚契約書を書く。ネンチョも証人としてサインする。ヴェスピーナとナンニは変装を解き、ナンニとサンドリーナ、ネンチョとヴェスピーナのふた組の結婚契約書がサインされたことが明らかになる。フィリッポとネンチョはだまされたことに怒るが、やったことは仕方がないと諦める。